# Melvyn Goodale
Melvyn Alan Goodale (* 22. Januar 1943 in Leigh-on-Sea, Essex, England) ist ein kanadischer Neurowissenschaftler und Psychologe.

## Leben und Forschung
1949 emigrierte Goodale mit seinen Eltern nach Calgary, Alberta, Kanada. Er studierte Psychologie an der University of Calgary und wurde 1969 zum Ph.D. an der University of Western Ontario promoviert. Er hatte einen Postdoc-Aufenthalt an der University of Oxford. Seit 1977 ist er Professor an der University of Western Ontario.
Sein Forschungsgebiet ist die Visuelle Wahrnehmung. Goodale fand mit seinem Kollegen Milner heraus, dass es zwei verschiedene Pfade im Gehirn gibt für die visuelle Wahrnehmung: 
Der Milner-Goodale-Pfad (auch "Wo-Pfad" oder "Dorsaler Pfad" genannt) ist für die Verarbeitung von visuellen Informationen zuständig ist, die für die Raumwahrnehmung und Bewegungskoordination wichtig sind. Der zweite Pfad, der "Was-Pfad" (auch "Ventraler Pfad" genannt) ist für die visuelle Objektidentifizierung relevant. Für diese Erkenntnis waren Untersuchungen an der Patientin D.F. entscheidend.

## Schriften (Auswahl)
- Goodale, Melvyn A.: The visual brain in action. Oxford University Press, 2006.
- Goodale, Melvyn, and David Milner: Sight unseen: An exploration of conscious and unconscious vision. Oxford University Press, 2013.
- Goodale, Melvyn A., and A. David Milner: Separate visual pathways for perception and action. Trends in neurosciences 15.1 (1992): 20-25.
- Goodale, M. A., L. S. Jakobson, and J. M. Keillor: Differences in the visual control of pantomimed and natural grasping movements. Neuropsychologia 32.10 (1994): 1159-1178.
- Milner, A. David, and Melvyn A. Goodale: Two visual systems re-viewed. Neuropsychologia 46.3 (2008): 774-785.
- Goodale, Melvyn A.: Transforming vision into action. Vision research 51.13 (2011): 1567-1587.
- Whitwell RL, Milner AD, Cavina-Pratesi C, Barat M, Goodale MA: Patient DF's visual brain in action: Visual feedforward control in visual form agnosia. Vision Res. 2015 May;110(Pt B):265-76. doi:10.1016/j.visres.2014.08.016.
- Paulun, V. C., Gegenfurtner, K. R., Goodale, M. A., & Fleming, R. W. (2016): Effects of material properties and object orientation on precision grip kinematics. Experimental brain research, 234(8), 2253-2265.